# Samir Ibragimow
Samir Ibragimow (ros. Самир Ибрагимов, ur. 12 maja 1964) – radziecki szablista, dwukrotny medalista mistrzostw świata.
Podczas mistrzostw świata w Lyonie w 1990 roku reprezentanci ZSRR w składzie: Heorhij Pohosow, Grigorij Kirijenko, Siergiej Mindirgasow, Andriej Alszan i Samir Ibragimow zdobyli złoty medal w turnieju drużynowym. W konkurencji tej zdobył również srebrny medal na mistrzostwach świata w Budapeszcie rok później.
Nigdy nie wziął udziału w igrzyskach olimpijskich.
W latach 1990 i 1991 zdobywał indywidualne mistrzostwo ZSRR. Po zakończeniu kariery pracował jako trener.